# دخيل إسباني
الدخيل الإسباني (الهِسبانِسم، من Hispān(icus)_-ism) هو كل لفظ دخيل أو معنى أخذته عن الإسبانية اللغات الأخرى.
كثير من الألفاظ الإسبانية انتقل إلى اللغة العربية عن طريقة اللهجة الأندلسية.